# بال ۱ جنگنده
بال ۱ جنگنده (انگلیسی: 1st Fighter Wing) یک واحد نیروی هوایی ایالات متحده آمریکا است که به‌عنوان بخشی از فرماندهی نبرد هوایی و زیرمجموعه نیروی هوایی پانزدهم فعالیت می‌کند. این واحد در پایگاه نیروی هوایی لنگلی، در ایالت ویرجینیا مستقر است و توسط بال ۶۳۳ هوایی، پشتیبانی می‌شود.
گروه ۱ عملیات، سازمانی جانشین گروه ۱ جنگنده است، یکی از ۱۵ گروه هوایی رزمی اصلی که قبل از جنگ جهانی دوم توسط نیروی زمینی ایالات متحده آمریکا تشکیل شده بود. واحد ۱ قدیمی‌ترین واحد اصلی رزمی هوایی در نیروی هوایی ایالات متحده است که ریشه‌های آن در ۵ مه ۱۹۱۸ تشکیل شد.
این واحد در ابتدا بخشی از فرماندهی هوایی تاکتیکی بود که در سال ۱۹۴۷ در مارچ فیلد، کالیفرنیا تشکیل شد و یکی از اولین واحدهایی بود که در فوریه ۱۹۴۹ به جنگنده‌های اف-۸۶ سیبر آمریکای شمالی مجهز شد. این واحد که برای مدت کوتاهی در سال ۱۹۴۹ بخشی از فرماندهی هوایی استراتژیک بود، در سال ۱۹۵۰ به فرماندهی دفاع هوایی واگذار شد و دفاع هوایی غرب میانه بالایی ایالات متحده را برعهده داشت تا اینکه در سال ۱۹۷۰ به فرماندهی هوایی تاکتیکی واگذار شد. بال ۱ جنگنده اولین واحد عملیاتی بود که در سال ۱۹۷۶ به جنگنده‌های اف-۱۵ مجهز شد و در سال ۲۰۰۵ اولین واحد عملیاتی بود، که به جنگنده برتری هوایی اف-۲۲ رپتور مجهز شد.